# Liste der Biografien/Zem
Liste der Biografien |
Portal Biografien |
Personensuche
# |
A |
B |
C |
D |
E |
F |
G |
H |
I |
J |
K |
L |
M |
N |
O |
P |
Q |
R |
S |
T |
U |
V |
W |
X |
Y |
Z |
?
 
Za |
Zb |
Zc |
Zd |
Ze |
Zf |
Zg |
Zh |
Zi |
Zj |
Zk |
Zl |
Zm |
Zn |
Zo |
Zr |
Zs |
Zu |
Zv |
Zw |
Zy |
Zz
 
Zea |
Zeb |
Zec |
Zed |
Zee |
Zef |
Zeg |
Zeh |
Zei |
Zej |
Zek |
Zel |
Zem |
Zen |
Zeo |
Zep |
Zeq |
Zer |
Zes |
Zet |
Zeu |
Zev |
Zew |
Zey |
Zez
Die Liste der Biografien führt alle Personen auf, die in der deutschsprachigen Wikipedia einen Artikel haben. Dieses ist eine Teilliste mit 129 Einträgen von Personen, deren Namen mit den Buchstaben „Zem“ beginnt.

## Zem
- Zem, Roschdy (* 1965), französischer Schauspieler und RegisseurRoschdy Zem (* 1965)

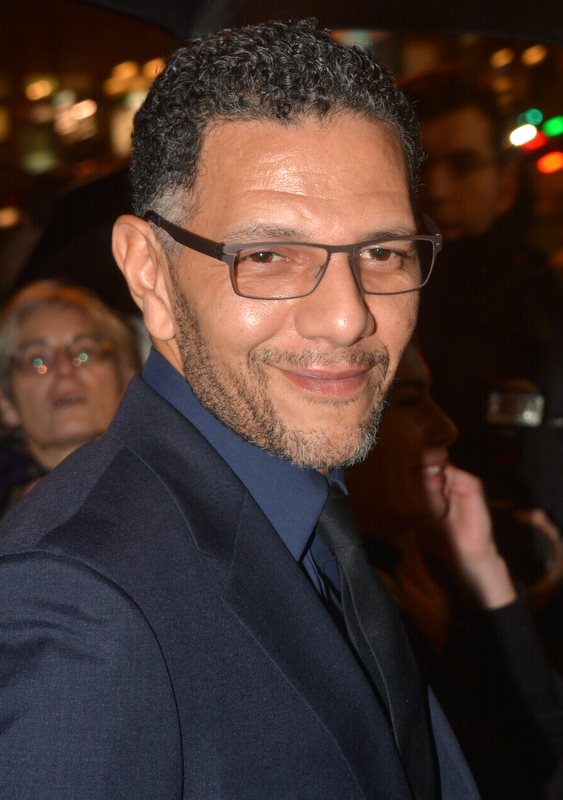
Roschdy Zem (* 1965)

### Zema
- Zema, Romeu (* 1964), brasilianischer Verwalter, Geschäftsmann und Politiker (NOVO)
- Zemach, Benjamin (1901–1997), US-amerikanischer Filmtechniker
- Zemach, Mordechai (1502–1591), Prager Buchdrucker
- Zemach, Nachum (1887–1939), Theaterdirektor
- Žemaitaitis, Remigijus (* 1982), litauischer Jurist und Politiker
- Zemaitat, Manfred (* 1950), deutscher Fußballfunktionär
- Žemaitė (1845–1921), litauische Schriftstellerin
- Žemaitis, Juozas (1926–2021), litauischer Ordensgeistlicher, römisch-katholischer Bischof von Vilkaviškis
- Žemaitis, Karolis (* 1993), litauischer Politiker, Vizeminister und stellvertretender Wirtschaftsminister
- Žemaitis, Kęstutis (* 1960), litauischer Theologe, katholischer Priester und Hochschullehrer
- Žemaitis-Vytautas, Jonas (1909–1954), litauischer Präsident, Brigadegeneral und Oberbefehlshaber der partisanischen Streitkräfte
- Žemaitytė, Gintautė (* 1973), litauische Kunstpädagogin und Politikerin, Vize-Kultusministerin
- Zeman, Achim (* 1961), deutscher Maler und Installationskünstler
- Zeman, Barbara (* 1981), österreichische Autorin
- Zeman, Bohumír (* 1957), tschechischer Skirennläufer
- Zeman, Bořivoj (1912–1991), tschechoslowakischer Filmregisseur und Drehbuchautor
- Zeman, Dušan (* 1949), tschechoslowakischer Radrennfahrer
- Zeman, Herbert (* 1940), österreichischer Literaturwissenschaftler und Sprachwissenschaftler
- Zeman, Jacklyn (1953–2023), US-amerikanische Schauspielerin
- Zeman, Jaro (1899–1993), österreichischer Maschinenbauer und Hochschullehrer
- Zeman, Jaromír (* 1886), böhmischer Tennisspieler
- Zeman, Jaroslav (1936–2022), tschechischer Komponist
- Zeman, Johann (1844–1900), österreichischer Ingenieur und Hochschullehrer
- Zeman, Josef (1906–1992), österreichischer Gewichtheber
- Zeman, Josef (1915–1999), tschechoslowakischer Fußballspieler und -trainer
- Zeman, Karel (1910–1989), tschechoslowakischer Filmregisseur
- Zeman, Klaus (* 1955), österreichischer Maschinenbauer und Professor für Mechatronik
- Zeman, Ludmila (* 1947), tschechisch-kanadische Illustratorin und Trickfilmproduzentin
- Zeman, Martin (* 1989), tschechischer Fußballspieler
- Zeman, Miloš (* 1944), tschechischer Politiker, Mitglied des Abgeordnetenhauses, Staatspräsident (ab 2013), Ministerpräsident (1998–2002)Miloš Zeman (* 1944)

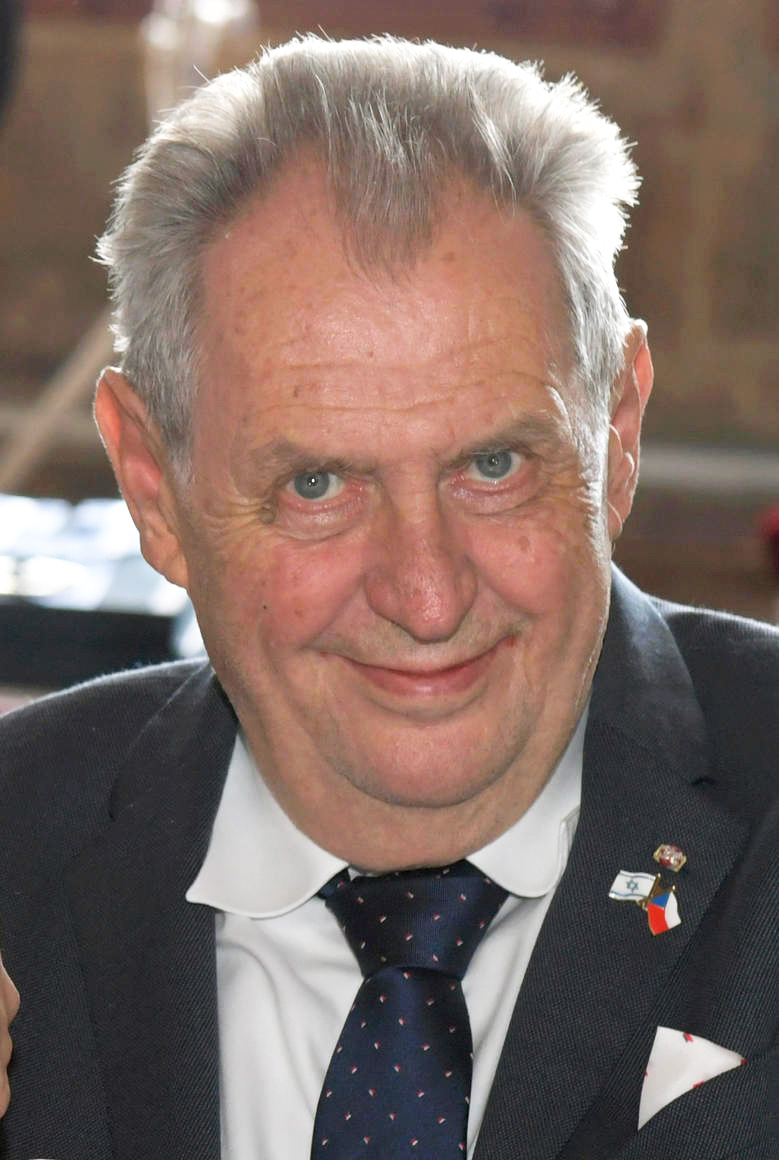
Miloš Zeman (* 1944)

- Zeman, Sonja, deutsche Germanistin
- Zeman, Štěpán (* 1997), tschechischer Handballspieler
- Zeman, Titus (1915–1969), slowakischer römisch-katholischer Ordensgeistlicher
- Zeman, Walter (1927–1991), österreichischer FußballspielerWalter Zeman (1927–1991)

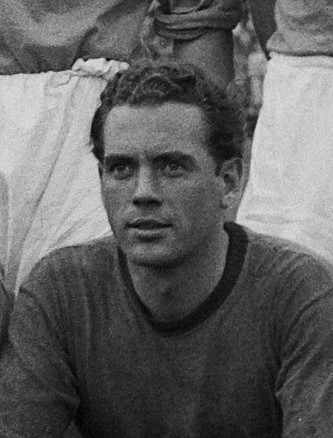
Walter Zeman (1927–1991)

- Zeman, Wanda (1952–2012), polnische Filmeditorin
- Zeman, Zdeněk (* 1947), italienischer Fußballtrainer
- Zemanek, Evi (* 1976), deutsche Kulturwissenschaftlerin
- Zemanek, Heinz (1920–2014), österreichischer Computerpionier
- Zemanek, Josef Augustinus (1943–2021), römisch-katholischer Theologe und Jurist
- Zemanek, Karl (1929–2025), österreichischer Jurist, Völkerrechtsexperte und Hochschullehrer
- Zemanek, Kevin (* 1978), österreichischer Fußballspieler und Trainer
- Zemaník, Jakub (* 1995), tschechischer Langstreckenläufer
- Zemann, Anton (1892–1954), österreichischer Bürgermeister von Freistadt
- Zemann, Anton (1925–1991), österreichischer Architekt
- Zemann, Gerhard (1940–2010), österreichischer Schauspieler
- Zemann, Josef (1923–2022), österreichischer Mineraloge
- Zemann, Thomas (* 1986), österreichischer Fußballspieler
- Zemanová, Andrea (* 1993), tschechische Freestyle-Skisportlerin
- Zemanová, Ivana (* 1965), tschechische Volkswirtin
- Zemanová, Veronika (* 1975), tschechische Pornodarstellerin, Erotik- und Porno-Model, Fotografin und Musikerin
- Zemanovský, Alfred (1919–1994), tschechischer Chorleiter, Komponist und Musikverleger
- Zemarchos, oströmischer Diplomat

### Zemb
- Zemb, Jean-Marie (1928–2007), französischer Germanist
- Zembrod, Xaver (* 1966), deutscher Fußballspieler und -trainer
- Zembroth, Gallus (1589–1662), deutscher Weinbauer, Kommunalpolitiker und Chronist
- Zembrzycki, Mateusz (* 1997), polnischer Handballspieler
- Zembsch, Dieter (* 1943), deutscher Grafiker und Buchgestalter
- Zembsch, Mark (* 1959), US-amerikanischer Ruderer
- Zembsch, Otto (1841–1911), deutscher Kapitän zur See und Botschafter
- Zembski, Dieter (* 1946), deutscher Fußballspieler
- Zembylas, Tasos (* 1962), österreichischer Philosoph und Kulturforscher

### Zemd
- Zemdegs, Feliks (* 1995), australischer Speedcuber

### Zeme
- Zemeckis, Robert (* 1952), US-amerikanischer Regisseur und FilmproduzentRobert Zemeckis (* 1952)

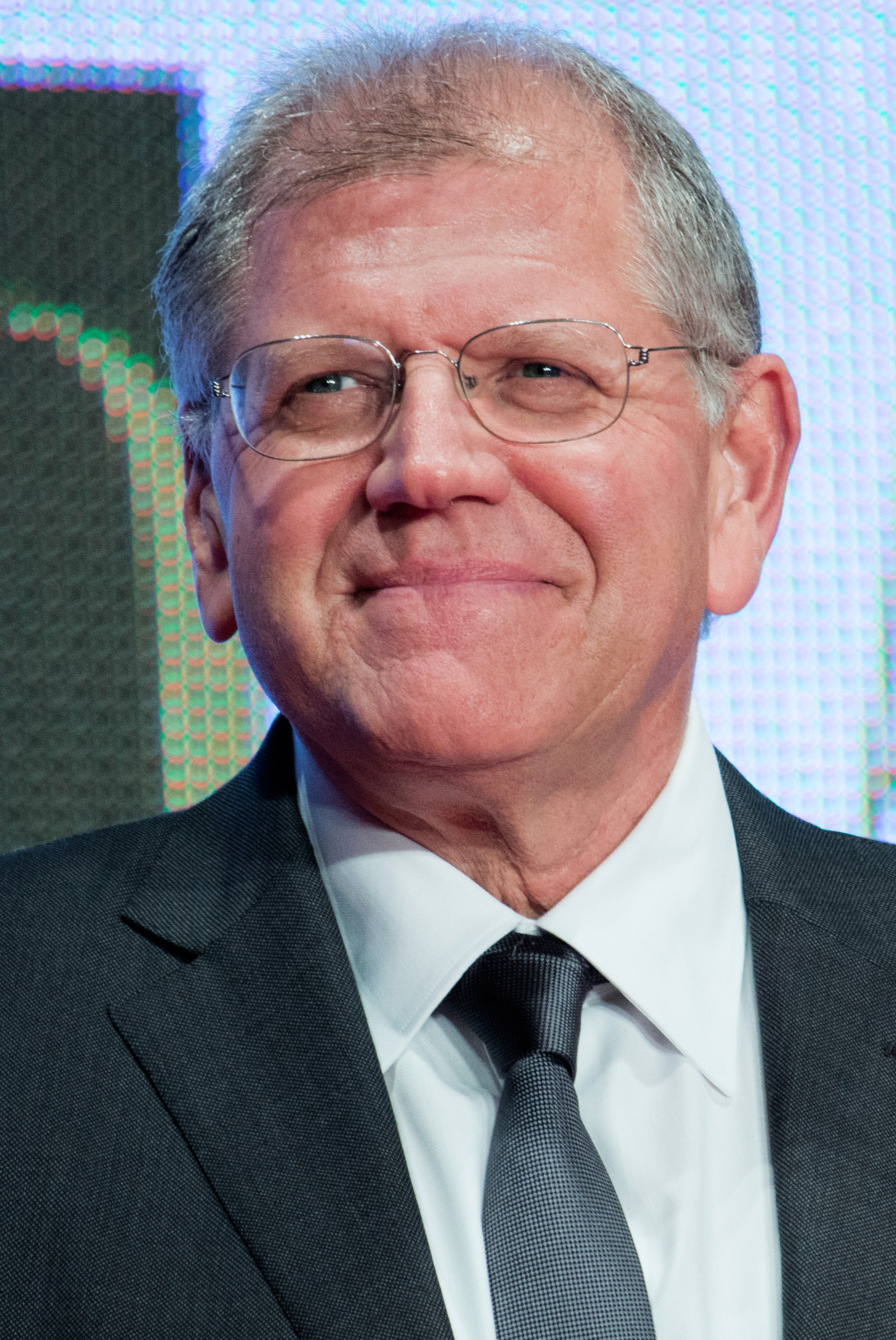
Robert Zemeckis (* 1952)

- Zemedkun, Belaynesh (* 1987), äthiopische Langstreckenläuferin
- Zēmelis, Linards (* 1995), lettischer Biathlet
- Zemelius, Johannes (1539–1607), polnischer Mediziner und Politiker der Zeit der Renaissance
- Zemelman, Boris (* 1967), amerikanischer Neurowissenschaftler russischer Herkunft
- Zemen, János (* 1950), ungarischer Hürdenläufer
- Zemer, Moshe (1932–2011), israelischer Rabbiner des Reformjudentums

### Zemf
- Zemfira (* 1976), russische RockmusikerinZemfira (* 1976)

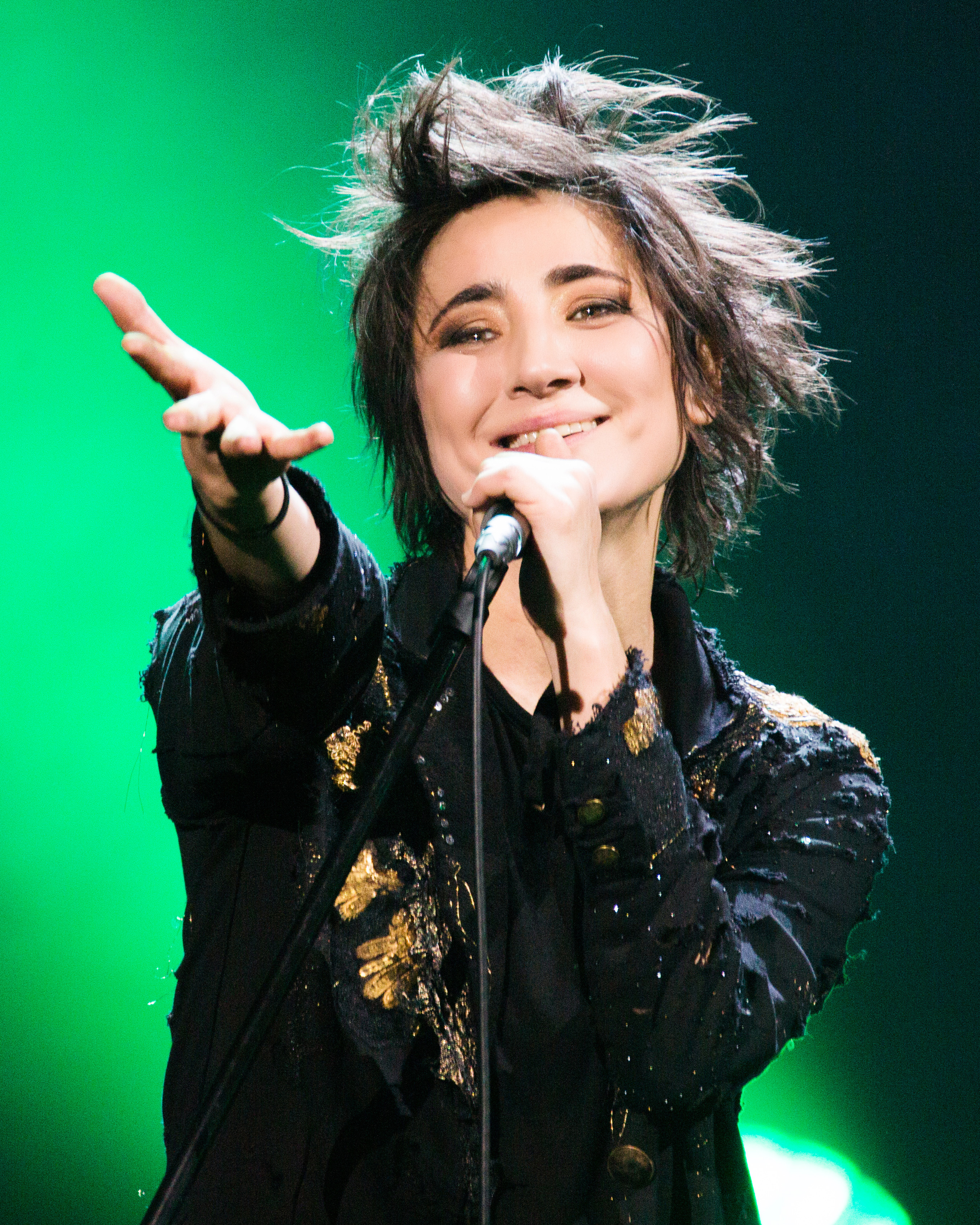
Zemfira (* 1976)

### Zemg
- Zemgalis, Elmars (1923–2014), lettisch-amerikanischer Schachspieler und Mathematiker
- Zemgals, Gustavs (1871–1939), lettischer Politiker

### Zemi
- Zemina, Paige (* 1968), US-amerikanische Schwimmerin
- Zemine (* 1990), deutsche Sängerin und Rapperin
- Zemisch, Gottlieb Benedict (1716–1789), deutscher Rauchwarenhändler und Kunstmäzen
- Zemitāns, Jorģis (1873–1928), lettischer Militär und Politiker
- Zemīte, Lāsma (* 2003), lettische Hürdenläuferin

### Zemk
- Zemke, Ev-Kathleen (* 1942), deutsche Tischtennisspielerin
- Zemke, Janusz (* 1949), polnischer Politiker, Mitglied des Sejm, MdEP
- Zemke, Jens (* 1966), deutscher Radrennfahrer und Sportlicher Leiter

### Zeml
- Zemla, Günter (1921–2000), deutscher Politiker (CDU), MdA
- Zemła, Gustaw (* 1931), polnischer Bildhauer
- Žemla, Jaroslav, böhmischer Tennisspieler
- Žemla, Ladislav (1887–1955), böhmischer Tennisspieler
- Žemla, Zdeněk (1883–1927), böhmischer Tennisspieler
- Žemlička, František (1867–1945), tschechischer Politiker, Realschullehrer und Theaterintendant
- Žemlička, Josef (* 1946), tschechischer Historiker
- Žemlička, Milan (* 1996), tschechischer Biathlet
- Žemlička, Richard (* 1964), tschechischer Eishockeynationalspieler
- Žemlík, Jan (* 1977), tschechischer Fußballspieler
- Zemlik, Sławomir (* 1992), polnischer Volleyballspieler
- Zemlin, Florian (* 1990), deutscher Handballspieler
- Zemlin, Hermann (1941–2023), deutscher Ministerialbeamter
- Zemlin, Matt (* 1980), deutscher Manager und IT-Security Experte
- Zemļinskis, Mihails (* 1969), lettischer Fußballspieler
- Zemlinsky, Alexander von (1871–1942), österreichischer Komponist und DirigentAlexander von Zemlinsky (1871–1942)

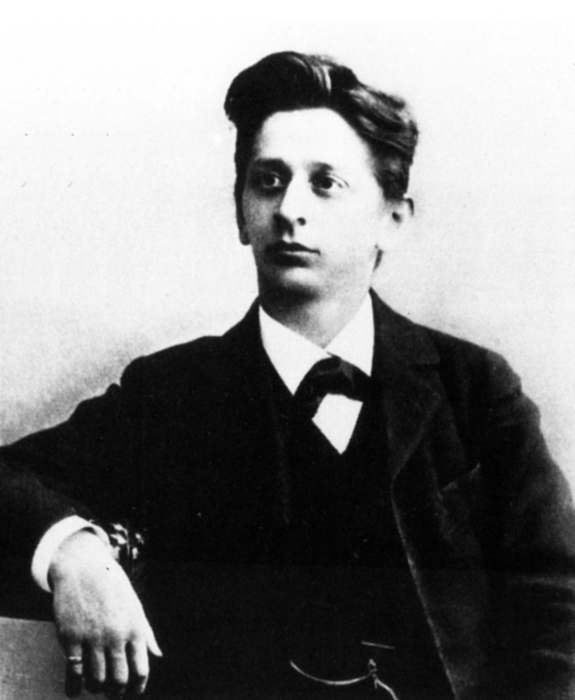
Alexander von Zemlinsky (1871–1942)

- Zemlinszky, Adolf von (1845–1900), österreichischer Schriftsteller und Journalist
- Žemlja, Grega (* 1986), slowenischer Tennisspieler
- Zemljak, Ivan (1893–1963), jugoslawischer Architekt
- Zemljak, Nejc (* 1988), slowenischer Beachvolleyballspieler

### Zemm
- Zemmamouche, Mohamed Lamine (* 1985), algerischer Fußballtorhüter
- Zemme, Oskar (* 1931), österreichischer Autor
- Zemme, Ulrike (1956–2017), österreichische Dramaturgin und Übersetzerin
- Zemmer-Plank, Liselotte (1931–2015), österreichische Prähistorikerin
- Zemmour, Éric (* 1958), algerisch-französischer Journalist und Autor
- Zemmouri, Mahmoud (1946–2017), algerischer Filmregisseur und Schauspieler

### Zemp
- Zemp, Aiha (1953–2011), Schweizer Psychologin, Psychotherapeutin und Behindertenaktivistin
- Zemp, Gaudenz (* 1962), Schweizer Verbandsfunktionär und Politiker (FDP)
- Zemp, Josef (1834–1908), Schweizer Politiker
- Zemp, Josef (1869–1942), Schweizer Kunsthistoriker
- Zemp, Markus (* 1948), Schweizer Dirigent, Musikpädagoge, Organist und Komponist
- Zemp, Markus (* 1954), Schweizer Politiker (CVP)
- Zemp, Werner (1906–1959), Schweizer Lyriker und Essayist
- Zempel, Almuth, deutsche Juristin, Rechtsanwältin, Richterin am Verfassungsgerichtshof des Saarlandes
- Zempel, Udo (1925–2012), deutscher Politiker (SPD), MdL
- Zempelburg, Ludwig (1918–2003), deutscher Journalist und Diplomat (DDR)
- Zempelin, Björn (* 2000), deutscher Fußballspieler
- Zempelin, Hans Günther (1926–2000), deutscher Manager
- Zemplén, Géza (1883–1956), ungarischer Chemiker und Hochschullehrer, Begründer der Organischen Chemie Ungarns
- Zemplén, Győző (1879–1916), ungarischer Physiker
- Zempléni, Szabolcs (* 1981), ungarischer Hornist

### Zemu
- Zemunik, Ivona (* 1993), kroatische Leichtathletin
- Zemura, Jordan (* 1999), englisch-simbabwischer Fußballspieler
- Zemurray, Sam (1877–1961), US-amerikanischer Unternehmer und Gründer von Cuyamel Fruit Direktor der United Fruit CompanySam Zemurray (1877–1961)

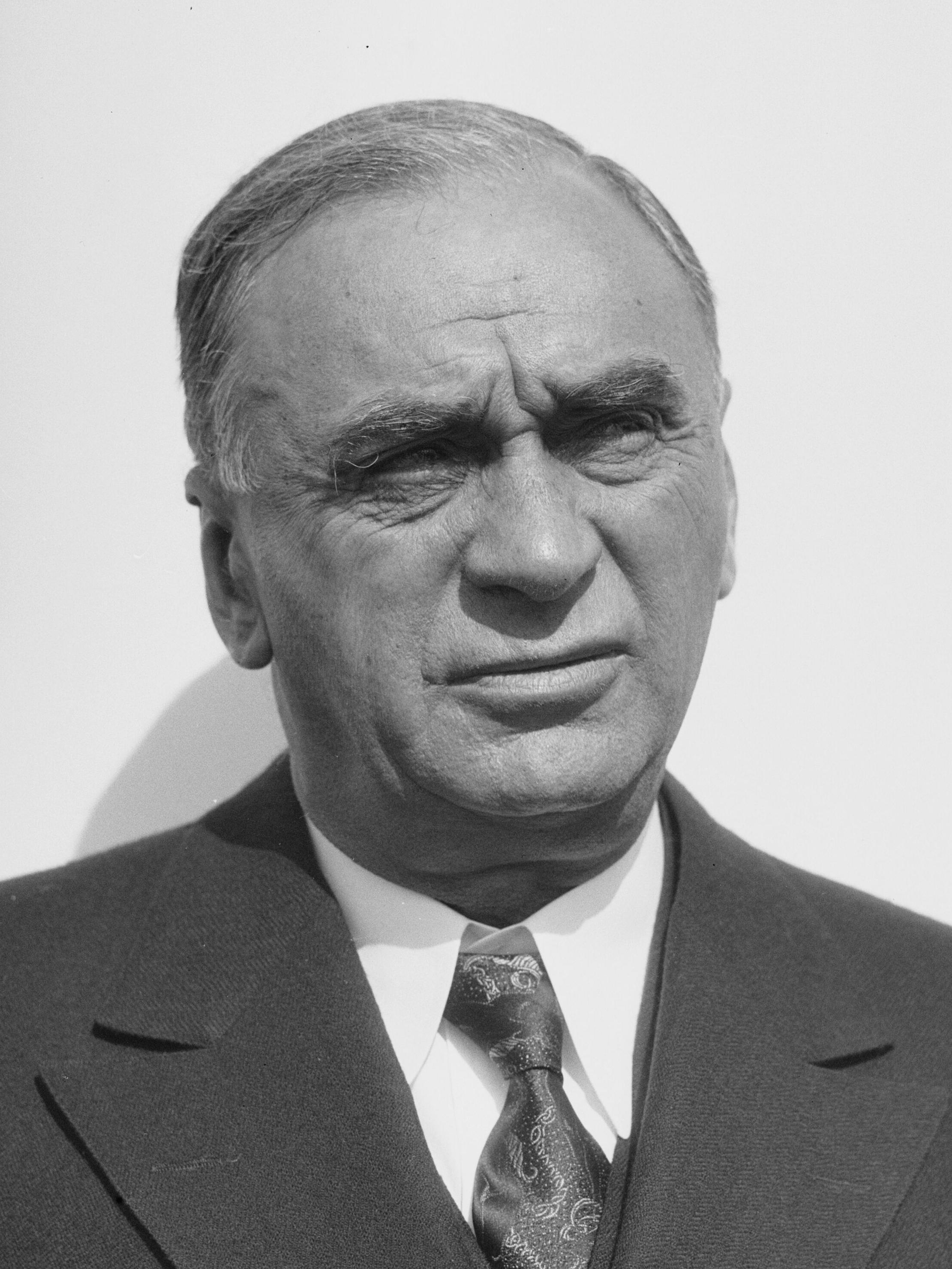
Sam Zemurray (1877–1961)

- Zemuzil, erster namentlich gesicherter Herzog der Pommern

### Zemv
- Žemva, Tomaž (* 1973), slowenischer Biathlet

### Zemz
- Zemzem, Fevzi (1941–2022), türkischer Fußballspieler und -trainer
- Zemzemi, Moataz (* 1999), tunesischer Fußballspieler